# 柯尼希斯莫尔
柯尼希斯莫尔是德国下萨克森州的一个市镇。总面积10.01平方公里，总人口663人，其中男性350人，女性313人（2011年12月31日），人口密度66人/平方公里。